# Elling Carlsen

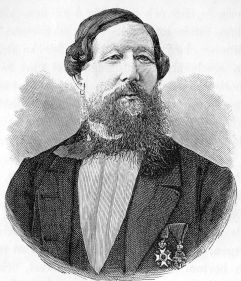
Elling Carlsen

Elling Carlsen (* 8. September 1819 in Tromsø; † 18. April 1900 ebenda) war ein norwegischer Seefahrer und Entdecker.
Elling Carlsen war ein norwegischer Eismeerfahrer und bedeutender Entdecker. Er wurde am 8. September 1819 in Tromsø als Sohn des Carl Asbjörnsen und der Hanna Marie Björvig geboren. Er unternahm 1843 seine erste Eismeerfahrt und diente drei Jahre als Matrose. Im Jahr 1846 bestand er sein Steuermannsexamen mit Auszeichnung. Sein erstes Schiff war die Skute Alexander. 1848 rettete er den Kapitän Bakken mit sieben Mann im Sørfjord auf Spitzbergen. Mit dem Schoner Nordpolen aus Tromsø pendelte er zwischen Tromsø, schwedischen, englischen und norddeutschen Häfen. Er brachte als Erster die Meldung vom Ausbruch des Krimkriegs nach Nordnorwegen. Am 17. März 1854 dort angekommen, hatte er von Hull aus zehn Tage gebraucht, um The Times im vortelegraphischen Zeitalter mit ihren Neuigkeiten zu transportieren.

## Eigene Fahrten im Eismeer
Von 1856 bis 1860 und 1863 bis 1864 fuhr er mit der Brigg Jan Mayen. Er galt bereits als sehr erfahrener Eismeerfischer. 1859 rüstete eine Gesellschaft die Jan Mayen mit Elling Carlsen aus, um die Kenntnis der Fang- und Jagdgründe zu erweitern. Neben dem Skipper waren vier bis sechs Harpuniere an Bord und eine Mannschaft von 27 Personen. 
Im Sommer 1859 war Elling Carlsen mit der Jan Mayen östlich von Spitzbergen auf Fang. Unter seinen Begleitern war Sivert Tobiesen, der 1865/1866 auf der Bäreninsel überwinterte. Von Süden kommend lag am 21. Juli ein unbekanntes Land in nordöstlicher Richtung in Sicht, das später so genannte König-Karl-Land. Am folgenden Tag erreichte er eine Breite von 78° 25′ Nord. 1860 befuhr er mit dem Konsul Finckenhagen aus Hammerfest auf der Schaluppe Solid das östliche Eismeer. 
1863 umsegelte Elling Carlsen ganz Spitzbergen außer Hopen und Kvitøya auf der Brigg Jan Mayen. Es war vermutlich die zweite Umfahrung der Inselgruppe nach Cornelius Gillis im Jahre 1707. Carlsen erreichte am 2. August 81° Nord. Am 16. August sah Carlsen wiederum Teile von König-Karl-Land, diesmal von Norden kommend. Der Bericht seiner Umsegelung wurde 1863 in der Zeitung „Tromsø Stiftstidene“ veröffentlicht. 1864 erlebte Carlsen einen Schiffbruch und musste sich mit seiner Mannschaft in den Schiffsbooten retten.
1868 segelte Carlsen, ermutigt durch seinen Geschäftspartner Konsul O. I. Finckenhagen aus Hammerfest, mit der Solid nach Osten entlang der Murmanküste und erweitert die norwegischen Fanggründe um das Gebiet von Nowaja Semlja und die Karasee, was bislang als russisches Gewässer galt. Die Rückkehr erfolgte durch die Jugorstraße, die Meerenge zwischen der Waigatsch-Insel und dem Festland. Daraufhin segelte er nach Norden und erreichte die Höhe von Kap Nassau. Er machte dabei einen reichen Fang. Es wurde festgestellt, dass die Karasee keineswegs der berüchtigte Eiskeller war, sondern ein im Sommer offenes Seegebiet.

## Große Entdeckungen
Bahnbrechend war 1869 Elling Carlsens Rückkehr in die Karasee auf einer kleinen Segelschaluppe. Er passierte die Waigatsch-Straße, segelte längs der Küste und erreichte Bely Ostrow (deutsch „Weiße Insel“) an der Nordspitze der Jamal-Halbinsel. Carlsen erlebte die sibirische Küste als flach und mit Buschwerk bedeckt. Diesmal kehrte er durch die Matotschkin Schar zurück, begleitet von einem zweiten Schiff aus Hammerfest. Die Ausbeute betrug 238 Walrosse, 30 große Robben und drei Eisbären im Wert von zusammen 7500 preußischen Talern. Die Zeitung „Finnmarksposten“ berichtete über diesen Erfolg und über die guten Fangergebnisse. Das Ergebnis war, dass sich im folgenden Jahr nicht weniger als 18 norwegische Schiffe in den neuen Jagdgebieten aufhielten. 
1869 begaben sich auch Edvard Holm Johannesen und John Palliser in die Karasee, was erhebliche Erkenntnisgewinne für Jäger, Händler und Forscher erbrachte. Die erste Umsegelung Nowaja Semljas gelang 1870 dem Eismeerfischer Edward Holm Johannesen. 

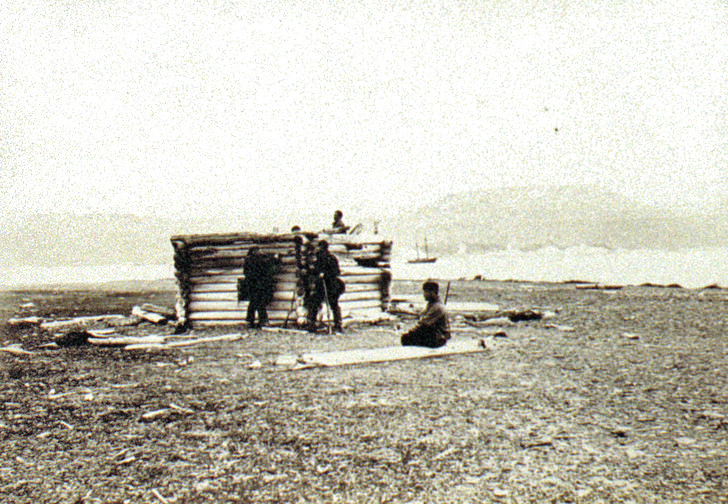
Die Ruine des Überwinterungslagers von Willem Barents auf Nowaja Semlja, entdeckt durch Carlsen im Jahr 1871 (Fotografie von 1881)

1871 entdeckte Elling Carlsen mit der Solid den Überwinterungsplatz von Willem Barents aus dem Jahre 1596/97 bei Ledjanaja Gawan auf Nowaja Semlja. Kapitän Carlsen verließ Hammerfest am 16. Mai und erreichte, Trantiere fischend, das südliche Ende Nowaja Semljas Ende Juli. Da um diese Zeit die Karische und die Jugor-Straße noch nicht offen genug waren, um in die Karasee einzulaufen, umsegelte er ganz Nowaja Semlja und erreichte am 9. September den „Eishafen“ der holländischen Expedition. Von dort durchsegelte er Mitte September die Karasee südwärts und kehrte am 4. November nach Hammerfest zurück.
Im Eishafen entdeckte Carlsen die Überreste des eingestürzten Überwinterungshauses aus Tannenholz. Es war 32 Fuß lang und 30 Fuß breit und ganz mit Eis ausgefüllt, das hermetisch viele Objekte bedeckte, die Carlsen fast unversehrt mitnehmen konnte. Unter den 150 Objekten befanden sich Gewehrläufe, Schwerter, Hellebarden, Lanzenspitzen, Werkzeuge, Schleifsteine, Kochtöpfe, Leuchter, Zinnkrüge, ein Tafeluhrwerk, eine Flöte, Holzpantoffeln, auf Blech gemalte Bilder, Schlösser und eine Metallglocke. Es fand sich ein astronomisches Buch und ein gut erhaltenes Exemplar von Mendozas Beschreibung von China in holländischer Sprache. Carlsen verkaufte die Fundstücke für 10.800 Kronen an den Engländer Ellis Lister-Kay, der diese Reliquien zum Einkaufspreis an die holländische Regierung abtrat. Für seine Verdienste verlieh ihm der schwedisch-norwegische König 1872 den Sankt-Olav-Orden.

## Franz-Josef-Land
Der Kommandeur Carl Weyprecht der Österreichisch-Ungarischen Nordpolarexpedition von 1872 engagierte Elling Carlsen Anfang 1872 als Harpunier auf der Admiral Tegetthoff. Die Konversation zwischen Carlsen und Weyprecht erfolgte auf Norwegisch. Weyprecht hatte sich Kenntnisse dieser Sprache im Mai/Juni 1871 in Tromsø angeeignet. Elling Carlsen war der einzige Skandinavier an Bord. Er war wegen seiner seemännischen Berühmtheit aus der Mannschaft herausgehoben und bewohnte einen eigenen kleinen Raum mit dem Bootsmann Pietro Lusina. Beiden stand zusammen in den Wintermonaten eine eigene Flasche Petroleum zur Verfügung. Mit Lusina konnte sich Carlsen auf Englisch unterhalten, ebenso mit allen Offizieren. Die Mannschaft sprach unter sich kroatisch und im Dienst italienisch. Carlsen hatte sich ihnen gegenüber eine Mundart angeeignet, die aus Norwegisch, Englisch, Deutsch, Italienisch und Slawisch bestand. 
Schon in den letzten Augusttagen 1872 fror die Admiral Tegetthoff für immer im Eis ein. Neben anderen regelmäßigen Verrichtungen wurde ein meteorologischer Beobachtungsdienst eingerichtet, den Brosch, Orel, Krisch, Lusina und Carlsen versahen. Die Beobachtungen bestanden in zweistündigem Ablesen der Thermometer, der Ermittlung der Luftfeuchtigkeit im Sommer, der Ablesung des Psychrometers, in der Windmessung, der Wolkennotierung und der Niederschlagsmessung. Carlsens besondere Aufmerksamkeit und auch Liebe galt der Erscheinung des Nordlichts. Das Jahr 1872 verging ohne weitere Ereignisse. Den letzten Eintrag des Jahres machte der fromme und gläubige Elling Carlsen in einer pietätvollen Weise in das Logbuch: „Önsker at Gud maa vare med os i det nye aar, da kann intet vare imod os“ (Wir wünschen, dass Gott mit uns sei im neuen Jahre; dann kann nichts gegen uns sein). 
Am 30. August 1873 wurde vom mit dem Eis driftenden Schiff aus unbekanntes Land entdeckt und unter Leitung von Julius Payer bis zum Mai 1874 auf ausgedehnten Schlittenreisen erforscht. Es erhielt den Namen Franz-Josef-Land. Am 15. Mai 1874 wurde das Expeditionsschiff Admiral Tegetthoff aufgegeben. Die Mannschaft wollte versuchen, über das Eis das offene Meer zu erreichen. Carlsen war der Vizekommandant des dritten Bootes. Dessen Mannschaft bestand aus Brosch, Carlsen, Cattarinich, Lettis, Sussich, Marola und Fallesich. Carlsen war der Älteste an Bord, zeigte aber einen Einsatz, der Julius Payer zur Bewunderung führte „Ohne Klage trug der alte Nordlandsfahrer diese Bürde, aber es war schmerzlich, die Zeichen der Erschöpfung an ihm zu sehen“. Am 17. August 1874 erreichten die Schiffbrüchigen Nowaja Semlja. Carlsen fuhr vier Tage später auf der Suche nach Fischerschiffen in die Matotschkin Schar ein, doch ohne Erfolg. Am 24. August, als der Proviant noch für neun Tage reichte, erfolgte die Rettung der Expedition durch den russischen Schoner Nikolaj.
In Tromsø ging Carlsen am 8. September 1874 von Bord. Eigentlich hatte er gehofft, über die Beringstraße zurückzukehren. Mit sich führte er seinen schwer verdienten Sold, seinen weißen Rentierpelz, seine Perücke und seine Walrosslanze. Der Kaiser von Österreich verlieh ihm 1874 für seine Verdienste das Ritterkreuz des Franz-Joseph-Ordens. Die Österreicher luden ihn 1879 zu einer Reise nach Wien ein, um auch so ihren Dank für seinen Einsatz auf der großen Expedition abzustatten. Auf der Rückreise machte er in Christiania Station, wo ihn die dortige Seemannsvereinigung auf einer Versammlung ehrte.

## Letzte Jahre
Am 23. Juni 1876 fuhr Elling Carlsen mit Charles Gardiner von Hammerfest ab auf der Glowworm zu Barents’ Winterquartier auf Nowaja Semlja. Gardiner unternahm vom 29. Juli bis 2. August größere Nachgrabungen in den Ruinen und konnte eine bedeutende Anzahl an Objekten sammeln. So das Tintenfass und Schreibfedern, zwanzig Wachskerzen, eine Schiffsfahne, drei niederländische Bücher, zwei Münzen und ein Pulverhorn, enthaltend einen kurzen, von Barents und Heemskerk unterzeichneten Bericht der Expedition. Diese Objekte gelangten durch die großzügige Schenkung Gardiners an die Regierung der Niederlande. Am 28. Oktober wurde im Bispegarden zu Tromsø ein großes Fest zu Ehren Elling Carlsens ausgerichtet, wobei sich über 120 Gäste einfanden.
1881 fand eine erste touristische Reise nach Spitzbergen mit Elling Carlsen als lokalem Führer statt. Kapitän Gran auf der Pallas befuhr überwiegend die Westküste Spitzbergens. Von 1879 bis 1894 war er Feuerturmwächter in Skaaven auf den südlichen Lofoten. 1894 ging er 75-jährig in den Ruhestand. Nach der Rückkehr von Fridtjof Nansen und Fredrik Hjalmar Johansen gab die Stadt Tromsø am Samstag, dem 22. August 1896, ein Fest zu Ehren der beiden Heimkehrer. Elling Carlsen wurde als Ehrengast dazu eingeladen. Er starb am 18. April 1900 in Tromsø. Nach ihm wurde Carlsenøya (78° 56′ N, 21° 28′ O) benannt, eine der Rønnebeckinseln in der Hinlopenstraße.